# Ozopactus
Ozopactus là một chi nhện trong họ Theraphosidae.

## Các loài
Chi này gồm các loài:
- Ozopactus ernsti Simon, 1889